# Hercostomus directus
Hercostomus directus är en tvåvingeart som först beskrevs av Walker 1849.  Hercostomus directus ingår i släktet Hercostomus och familjen styltflugor. Inga underarter finns listade i Catalogue of Life.